# Кохлиода
Кохлиода (лат. Cochlioda) — род многолетних травянистых растений семейства Орхидные.
Некоторые виды и грексы популярны в комнатном и оранжерейном цветоводстве.
Аббревиатура родового названия в промышленном и любительском цветоводстве — Cda.
Эпифиты и литофиты.
Горные леса в Перу, Боливии и Эквадоре.

## Биологическое описание
Симподиальные растения средних размеров.
Туберидии продолговато-яйцевидные, сжатые с боков.
Листья линейные.
Цветки от розовых до алых.

## Виды и естественныегибриды

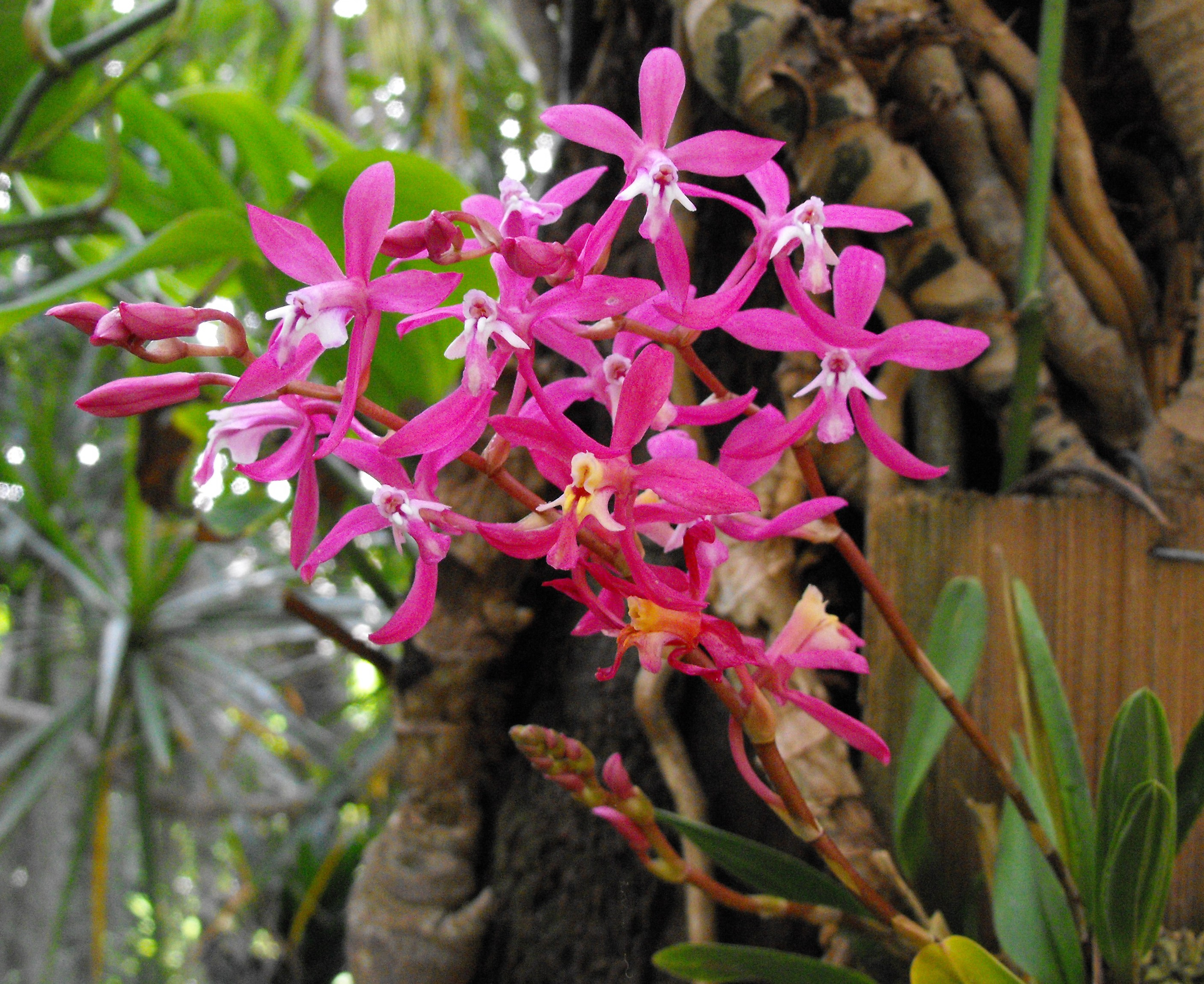
Cochlioda vulcanica

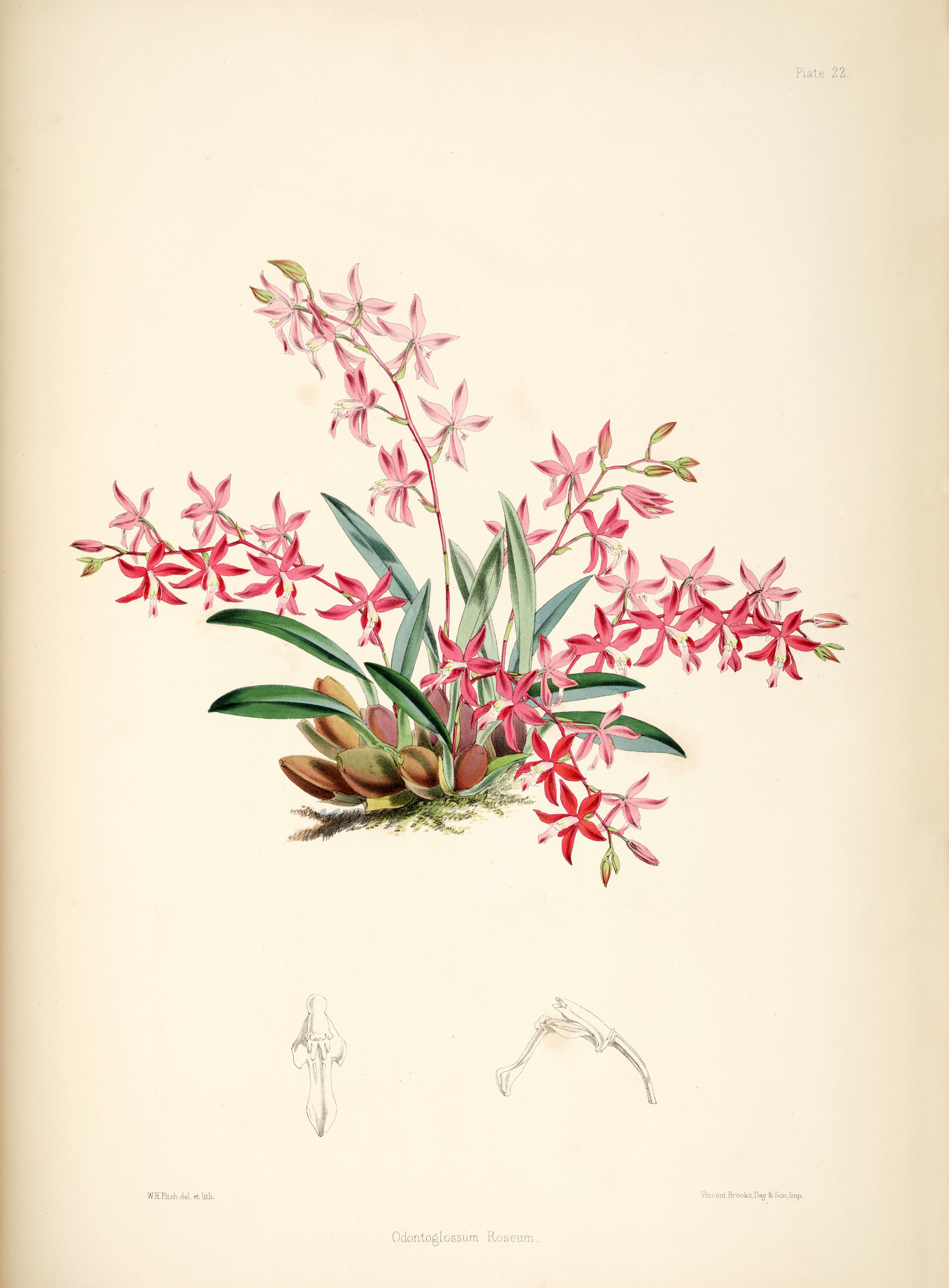
Cochlioda rosea
Ботаническая иллюстрация из книги «A Monograph of Odontoglossum», 1874

По данным Королевских ботанических садов в Кью:
- Cochlioda beyrodtiana Schltr., 1919
- Cochlioda chasei D.E.Benn. & Christenson, 1994
- Cochlioda densiflora Lindl., 1853
- Cochlioda ×floryi Rolfe, 1911 (= Cda. noezliana × Cda. rosea)
- Cochlioda miniata L.Linden, 1896
- Cochlioda mixtura Dalström & Sönnemark, 2001
- Cochlioda noezliana (Mast.) Rolfe, 1890
- Cochlioda rosea (Lindl.) Benth. in G.Bentham & J.D.Hooker, 1883
- Cochlioda vulcanica (Rchb.f.) A.H.Kent in H.J.Veitch, 1893

## Охрана исчезающих видов
Все виды рода Кохлиода входят в Приложение II Конвенции CITES. Цель Конвенции состоит в том, чтобы гарантировать, что международная торговля дикими животными и растениями не создаёт угрозы их выживанию.

## В культуре
Температурный режим зависит от экологии вида.